# Bazas (cratera)
Bazas é uma cratera marciana. Tem como característica 16.7 quilômetros de diâmetro. Deve o seu nome a Bazas, uma localidade em França.